# Eletti al Senato della Repubblica nelle elezioni politiche italiane del 2018
Questo elenco riporta i nomi dei senatori della XVIII legislatura della Repubblica Italiana dopo le elezioni politiche del 2018, suddivisi per circoscrizione.

## Senatori

### Italia

#### Eletti tramite sistema maggioritario
| Circoscrizione        | Collegio plurinominale | Collegio uninominale       | Lista/Coalizione   | Lista/Coalizione                   | Eletto                     | Note |
| --------------------- | ---------------------- | -------------------------- | ------------------ | ---------------------------------- | -------------------------- | ---- |
| Piemonte              | Piemonte - 01          | Piemonte - 01              |                    | Centrodestra                       | Maria Virginia Tiraboschi  |      |
| Piemonte              | Piemonte - 01          | Piemonte - 02              | Centrodestra       | Marzia Casolati                    |                            |      |
| Piemonte              | Piemonte - 01          | Piemonte - 03              | Centrodestra       | Roberta Ferrero                    |                            |      |
| Piemonte              | Piemonte - 01          | Piemonte - 04              |                    | Centrosinistra                     | Mauro Laus                 |      |
| Piemonte              | Piemonte - 02          | Piemonte - 05              |                    | Centrodestra                       | Gaetano Nastri             |      |
| Piemonte              | Piemonte - 02          | Piemonte - 06              | Centrodestra       | Gilberto Pichetto Fratin           |                            |      |
| Piemonte              | Piemonte - 02          | Piemonte - 07              | Centrodestra       | Massimo Vittorio Berutti           |                            |      |
| Piemonte              | Piemonte - 02          | Piemonte - 08              | Centrodestra       | Marco Perosino                     |                            |      |
| Valle d'Aosta         | Valle d'Aosta          | Valle d'Aosta - 01         |                    | PD-UV-UVP-EPAV                     | Albert Lanièce             |      |
| Lombardia             | Lombardia - 01         | Lombardia - 16             |                    | Centrodestra                       | Gian Marco Centinaio       |      |
| Lombardia             | Lombardia - 01         | Lombardia - 17             | Centrodestra       | Daniela Garnero Santanchè          |                            |      |
| Lombardia             | Lombardia - 01         | Lombardia - 18             | Centrodestra       | Isabella Rauti                     |                            |      |
| Lombardia             | Lombardia - 02         | Lombardia - 12             | Centrodestra       | Maria Alessandra Gallone           |                            |      |
| Lombardia             | Lombardia - 02         | Lombardia - 13             | Centrodestra       | Simona Pergreffi                   |                            |      |
| Lombardia             | Lombardia - 02         | Lombardia - 14             | Centrodestra       | Adriano Paroli                     |                            |      |
| Lombardia             | Lombardia - 02         | Lombardia - 15             | Centrodestra       | Stefano Borghesi                   |                            |      |
| Lombardia             | Lombardia - 03         | Lombardia - 08             | Centrodestra       | Antonella Faggi                    |                            |      |
| Lombardia             | Lombardia - 03         | Lombardia - 09             | Centrodestra       | Licia Ronzulli                     |                            |      |
| Lombardia             | Lombardia - 03         | Lombardia - 10             | Centrodestra       | Erica Rivolta                      |                            |      |
| Lombardia             | Lombardia - 03         | Lombardia - 11             | Centrodestra       | Stefano Candiani                   |                            |      |
| Lombardia             | Lombardia - 04         | Lombardia - 01             |                    | Centrosinistra                     | Tommaso Cerno              |      |
| Lombardia             | Lombardia - 04         | Lombardia - 02             |                    | Centrodestra                       | Maria Cristina Cantù       |      |
| Lombardia             | Lombardia - 04         | Lombardia - 03             | Centrodestra       | Salvatore Sciascia                 |                            |      |
| Lombardia             | Lombardia - 04         | Lombardia - 04             | Centrodestra       | Ignazio La Russa                   |                            |      |
| Lombardia             | Lombardia - 05         | Lombardia - 05             | Centrodestra       | Emanuele Pellegrini                |                            |      |
| Lombardia             | Lombardia - 05         | Lombardia - 06             | Centrodestra       | Stefania Craxi                     |                            |      |
| Lombardia             | Lombardia - 05         | Lombardia - 07             | Centrodestra       | Paolo Romani                       |                            |      |
| Trentino-Alto Adige   | Trentino-Alto Adige    | Trentino-Alto Adige - 01   |                    | Centrosinistra                     | Gianclaudio Bressa         |      |
| Trentino-Alto Adige   | Trentino-Alto Adige    | Trentino-Alto Adige - 02   |                    | SVP-PATT                           | Juliane Unterberger        |      |
| Trentino-Alto Adige   | Trentino-Alto Adige    | Trentino-Alto Adige - 03   | SVP-PATT           | Meinhard Durnwalder                |                            |      |
| Trentino-Alto Adige   | Trentino-Alto Adige    | Trentino-Alto Adige - 04   |                    | Centrodestra                       | Andrea De Bertoldi         |      |
| Trentino-Alto Adige   | Trentino-Alto Adige    | Trentino-Alto Adige - 05   | Centrodestra       | Donatella Conzatti                 |                            |      |
| Trentino-Alto Adige   | Trentino-Alto Adige    | Trentino-Alto Adige - 06   | Centrodestra       | Elena Testor                       |                            |      |
| Veneto                | Veneto - 01            | Veneto - 01                | Centrodestra       | Maria Elisabetta Alberti Casellati |                            |      |
| Veneto                | Veneto - 01            | Veneto - 02                | Centrodestra       | Sonia Fregolent                    |                            |      |
| Veneto                | Veneto - 01            | Veneto - 03                | Centrodestra       | Massimo Candura                    |                            |      |
| Veneto                | Veneto - 01            | Veneto - 04                | Centrodestra       | Roberta Toffanin                   |                            |      |
| Veneto                | Veneto - 02            | Veneto - 05                | Centrodestra       | Antonio De Poli                    |                            |      |
| Veneto                | Veneto - 02            | Veneto - 06                | Centrodestra       | Niccolò Ghedini                    |                            |      |
| Veneto                | Veneto - 02            | Veneto - 07                | Centrodestra       | Erika Stefani                      |                            |      |
| Veneto                | Veneto - 02            | Veneto - 08                | Centrodestra       | Paolo Tosato                       |                            |      |
| Veneto                | Veneto - 02            | Veneto - 09                | Centrodestra       | Stefano Bertacco                   |                            |      |
| Friuli-Venezia Giulia | Friuli-Venezia Giulia  | Friuli-Venezia Giulia - 01 | Centrodestra       | Laura Stabile                      |                            |      |
| Friuli-Venezia Giulia | Friuli-Venezia Giulia  | Friuli-Venezia Giulia - 02 | Centrodestra       | Luca Ciriani                       |                            |      |
| Liguria               | Liguria                | Liguria - 01               | Centrodestra       | Paolo Ripamonti                    |                            |      |
| Liguria               | Liguria                | Liguria - 02               |                    | Movimento 5 Stelle                 | Mattia Crucioli            |      |
| Liguria               | Liguria                | Liguria - 03               |                    | Centrodestra                       | Stefania Pucciarelli       |      |
| Emilia-Romagna        | Emilia-Romagna - 01    | Emilia-Romagna - 01        | Centrodestra       | Antonio Barboni                    |                            |      |
| Emilia-Romagna        | Emilia-Romagna - 01    | Emilia-Romagna - 02        |                    | Centrosinistra                     | Stefano Collina            |      |
| Emilia-Romagna        | Emilia-Romagna - 01    | Emilia-Romagna - 03        |                    | Centrodestra                       | Alberto Balboni            |      |
| Emilia-Romagna        | Emilia-Romagna - 01    | Emilia-Romagna - 04        |                    | Centrosinistra                     | Pier Ferdinando Casini     |      |
| Emilia-Romagna        | Emilia-Romagna - 02    | Emilia-Romagna - 05        | Centrosinistra     | Edoardo Patriarca                  |                            |      |
| Emilia-Romagna        | Emilia-Romagna - 02    | Emilia-Romagna - 06        | Centrosinistra     | Vanna Iori                         |                            |      |
| Emilia-Romagna        | Emilia-Romagna - 02    | Emilia-Romagna - 07        |                    | Centrodestra                       | Maria Saponara             |      |
| Emilia-Romagna        | Emilia-Romagna - 02    | Emilia-Romagna - 08        | Centrodestra       | Pietro Pisani                      |                            |      |
| Toscana               | Toscana - 01           | Toscana - 01               |                    | Centrosinistra                     | Matteo Renzi               |      |
| Toscana               | Toscana - 01           | Toscana - 02               | Centrosinistra     | Dario Parrini                      |                            |      |
| Toscana               | Toscana - 01           | Toscana - 03               |                    | Centrodestra                       | Patrizio Giacomo La Pietra |      |
| Toscana               | Toscana - 01           | Toscana - 05               | Centrodestra       | Massimo Mallegni                   |                            |      |
| Toscana               | Toscana - 02           | Toscana - 04               |                    | Centrosinistra                     | Riccardo Nencini           |      |
| Toscana               | Toscana - 02           | Toscana - 06               |                    | Centrodestra                       | Rosellina Sbrana           |      |
| Toscana               | Toscana - 02           | Toscana - 07               | Centrodestra       | Roberto Berardi                    |                            |      |
| Umbria                | Umbria                 | Umbria - 01                | Centrodestra       | Francesco Zaffini                  |                            |      |
| Umbria                | Umbria                 | Umbria - 02                | Centrodestra       | Donatella Tesei                    |                            |      |
| Marche                | Marche                 | Marche - 01                |                    | Movimento 5 Stelle                 | Donatella Agostinelli      |      |
| Marche                | Marche                 | Marche - 02                | Movimento 5 Stelle | Mauro Coltorti                     |                            |      |
| Marche                | Marche                 | Marche - 03                | Movimento 5 Stelle | Giorgio Fede                       |                            |      |
| Lazio                 | Lazio - 01             | Lazio - 01                 |                    | Centrosinistra                     | Emma Bonino                |      |
| Lazio                 | Lazio - 01             | Lazio - 02                 |                    | Movimento 5 Stelle                 | Paola Taverna              |      |
| Lazio                 | Lazio - 01             | Lazio - 03                 |                    | Centrodestra                       | Paola Binetti              |      |
| Lazio                 | Lazio - 02             | Lazio - 04                 |                    | Movimento 5 Stelle                 | Pierpaolo Sileri           |      |
| Lazio                 | Lazio - 02             | Lazio - 05                 |                    | Centrodestra                       | Francesco Battistoni       |      |
| Lazio                 | Lazio - 02             | Lazio - 06                 | Centrodestra       | Umberto Fusco                      |                            |      |
| Lazio                 | Lazio - 03             | Lazio - 07                 | Centrodestra       | Massimo Ruspandini                 |                            |      |
| Lazio                 | Lazio - 03             | Lazio - 08                 |                    | Movimento 5 Stelle                 | Giulia Lupo                |      |
| Lazio                 | Lazio - 03             | Lazio - 09                 |                    | Centrodestra                       | Claudio Fazzone            |      |
| Lazio                 | Lazio - 03             | Lazio - 10                 | Centrodestra       | Antonio Saccone                    |                            |      |
| Abruzzo               | Abruzzo                | Abruzzo - 01               |                    | Movimento 5 Stelle                 | Primo Di Nicola            |      |
| Abruzzo               | Abruzzo                | Abruzzo - 02               |                    | Centrodestra                       | Gaetano Quagliariello      |      |
| Molise                | Molise                 | Molise - 01                |                    | Movimento 5 Stelle                 | Luigi Di Marzio            |      |
| Campania              | Campania - 01          | Campania - 01              | Movimento 5 Stelle | Danila De Lucia                    |                            |      |
| Campania              | Campania - 01          | Campania - 02              | Movimento 5 Stelle | Vilma Moronese                     |                            |      |
| Campania              | Campania - 01          | Campania - 03              | Movimento 5 Stelle | Ugo Grassi                         |                            |      |
| Campania              | Campania - 02          | Campania - 04              | Movimento 5 Stelle | Maria Domenica Castellone          |                            |      |
| Campania              | Campania - 02          | Campania - 06              | Movimento 5 Stelle | Raffaele Mautone                   |                            |      |
| Campania              | Campania - 02          | Campania - 07              | Movimento 5 Stelle | Franco Ortolani                    |                            |      |
| Campania              | Campania - 02          | Campania - 08              | Movimento 5 Stelle | Paola Nugnes                       |                            |      |
| Campania              | Campania - 03          | Campania - 05              | Movimento 5 Stelle | Francesco Urraro                   |                            |      |
| Campania              | Campania - 03          | Campania - 09              | Movimento 5 Stelle | Virginia La Mura                   |                            |      |
| Campania              | Campania - 03          | Campania - 10              | Movimento 5 Stelle | Andrea Cioffi                      |                            |      |
| Campania              | Campania - 03          | Campania - 11              | Movimento 5 Stelle | Francesco Castiello                |                            |      |
| Puglia                | Puglia - 01            | Puglia - 01                | Movimento 5 Stelle | Gianmauro Dell'Olio                |                            |      |
| Puglia                | Puglia - 01            | Puglia - 02                | Movimento 5 Stelle | Angela Piarulli                    |                            |      |
| Puglia                | Puglia - 01            | Puglia - 03                | Movimento 5 Stelle | Ruggiero Quarto                    |                            |      |
| Puglia                | Puglia - 01            | Puglia - 08                | Movimento 5 Stelle | Marco Pellegrini                   |                            |      |
| Puglia                | Puglia - 02            | Puglia - 04                | Movimento 5 Stelle | Pasqua L'Abbate                    |                            |      |
| Puglia                | Puglia - 02            | Puglia - 05                | Movimento 5 Stelle | Iunio Valerio Romano               |                            |      |
| Puglia                | Puglia - 02            | Puglia - 06                | Movimento 5 Stelle | Barbara Lezzi                      |                            |      |
| Puglia                | Puglia - 02            | Puglia - 07                | Movimento 5 Stelle | Mario Turco                        |                            |      |
| Basilicata            | Basilicata             | Basilicata - 01            | Movimento 5 Stelle | Saverio De Bonis                   |                            |      |
| Calabria              | Calabria               | Calabria - 01              | Movimento 5 Stelle | Margherita Corrado                 |                            |      |
| Calabria              | Calabria               | Calabria - 02              | Movimento 5 Stelle | Nicola Morra                       |                            |      |
| Calabria              | Calabria               | Calabria - 03              | Movimento 5 Stelle | Gelsomina Vono                     |                            |      |
| Calabria              | Calabria               | Calabria - 04              |                    | Centrodestra                       | Marco Siclari              |      |
| Sicilia               | Sicilia - 01           | Sicilia - 01               |                    | Movimento 5 Stelle                 | Stanislao Di Piazza        |      |
| Sicilia               | Sicilia - 01           | Sicilia - 02               | Movimento 5 Stelle | Loredana Russo                     |                            |      |
| Sicilia               | Sicilia - 01           | Sicilia - 03               | Movimento 5 Stelle | Francesco Mollame                  |                            |      |
| Sicilia               | Sicilia - 01           | Sicilia - 04               | Movimento 5 Stelle | Gaspare Marinello                  |                            |      |
| Sicilia               | Sicilia - 01           | Sicilia - 05               | Movimento 5 Stelle | Pietro Lorefice                    |                            |      |
| Sicilia               | Sicilia - 02           | Sicilia - 06               | Movimento 5 Stelle | Grazia D'Angelo                    |                            |      |
| Sicilia               | Sicilia - 02           | Sicilia - 07               | Movimento 5 Stelle | Tiziana Drago                      |                            |      |
| Sicilia               | Sicilia - 02           | Sicilia - 08               | Movimento 5 Stelle | Nunzia Catalfo                     |                            |      |
| Sicilia               | Sicilia - 02           | Sicilia - 09               | Movimento 5 Stelle | Giuseppe Pisani                    |                            |      |
| Sardegna              | Sardegna               | Sardegna - 01              | Movimento 5 Stelle | Giovanni Marilotti                 |                            |      |
| Sardegna              | Sardegna               | Sardegna - 02              | Movimento 5 Stelle | Emiliano Fenu                      |                            |      |
| Sardegna              | Sardegna               | Sardegna - 03              | Movimento 5 Stelle | Vittoria Bogo Deledda              |                            |      |

#### Eletti tramite sistema proporzionale
| Regione               | Collegio plurinominale     | Lista               | Eletto                    | Note                                                                                                   |
| --------------------- | -------------------------- | ------------------- | ------------------------- | --- |
| Piemonte              | Piemonte - 01              | Movimento 5 Stelle  | Alberto Airola            | |
| Piemonte              | Piemonte - 01              | Movimento 5 Stelle  | Elisa Pirro               | |
| Piemonte              | Piemonte - 01              | PD                  | Mauro Maria Marino        | |
| Piemonte              | Piemonte - 01              | PD                  | Anna Rossomando           | |
| Piemonte              | Piemonte - 01              | Lega                | Cesare Pianasso           | Subentrato al posto di Giulia Bongiorno eletta nel Collegio plurinominale Sicilia - 01                 |
| Piemonte              | Piemonte - 01              | Forza Italia        | Lucio Malan               | |
| Piemonte              | Piemonte - 02              | Movimento 5 Stelle  | Carlo Martelli            | |
| Piemonte              | Piemonte - 02              | Movimento 5 Stelle  | Mariassunta Matrisciano   | |
| Piemonte              | Piemonte - 02              | Lega                | Enrico Montani            | |
| Piemonte              | Piemonte - 02              | Lega                | Giorgio Maria Bergesio    | Subentrato al posto di Simona Pergreffi eletta nel collegio uninominale Lombardia - 13                 |
| Piemonte              | Piemonte - 02              | Forza Italia        | Maria Rizzotti            | |
| Piemonte              | Piemonte - 02              | Fratelli d'Italia   | Giovanbattista Fazzolari  | Subentrato al posto di Daniela Garnero Santanchè eletta nel collegio uninominale Lombardia - 17        |
| Piemonte              | Piemonte - 02              | PD                  | Roberta Pinotti           | |
| Piemonte              | Piemonte - 02              | PD                  | Mino Taricco              | |
| Lombardia             | Lombardia - 01             | Movimento 5 Stelle  | Danilo Toninelli          | |
| Lombardia             | Lombardia - 01             | PD                  | Alan Ferrari              | Subentrato al posto di Valeria Fedeli, eletta nel Collegio plurinominale Campania - 01                 |
| Lombardia             | Lombardia - 01             | Lega                | Simone Bossi              | Subentrato al posto di Erica Rivolta, eletta nel collegio uninominale Lombardia - 10                   |
| Lombardia             | Lombardia - 01             | Forza Italia        | Giancarlo Serafini        | |
| Lombardia             | Lombardia - 02             | PD                  | Simona Malpezzi           | |
| Lombardia             | Lombardia - 02             | PD                  | Antonio Misiani           | |
| Lombardia             | Lombardia - 02             | Movimento 5 Stelle  | Vito Claudio Crimi        | |
| Lombardia             | Lombardia - 02             | Lega                | Roberto Calderoli         | |
| Lombardia             | Lombardia - 02             | Lega                | Daisy Pirovano            | |
| Lombardia             | Lombardia - 02             | Lega                | Toni Iwobi                | |
| Lombardia             | Lombardia - 02             | Forza Italia        | Alberto Barachini         | Subentrato al posto di Licia Ronzulli eletta nel collegio uninominale Lombardia - 09                   |
| Lombardia             | Lombardia - 02             | Fratelli d'Italia   | Lara Magoni               | Subentrato al posto di Ignazio La Russa eletto nel collegio uninominale Lombardia - 04                 |
| Lombardia             | Lombardia - 03             | Movimento 5 Stelle  | Gianluigi Paragone        | |
| Lombardia             | Lombardia - 03             | Lega                | Umberto Bossi             | |
| Lombardia             | Lombardia - 03             | Lega                | Paolo Arrigoni            | Subentrato al posto di Antonella Faggi eletta nel collegio uninominale Lombardia - 08                  |
| Lombardia             | Lombardia - 03             | Forza Italia        | Adriano Galliani          | |
| Lombardia             | Lombardia - 03             | PD                  | Alessandro Alfieri        | |
| Lombardia             | Lombardia - 04             | Lega                | Simone Pillon             | Subentrato al posto di Matteo Salvini eletto nel collegio plurinominale Calabria - 01                  |
| Lombardia             | Lombardia - 04             | Lega                | Luigi Augussori           | Subentrato al posto di Erica Rivolta, eletta nel collegio uninominale Lombardia - 10                   |
| Lombardia             | Lombardia - 04             | Forza Italia        | Giacomo Caliendo          | Subentrato al posto di Paolo Romani, eletto nel collegio uninominale Lombardia - 07                    |
| Lombardia             | Lombardia - 04             | PD                  | Tommaso Nannicini         | |
| Lombardia             | Lombardia - 04             | PD                  | Eugenio Comincini         | Subentrato al posto di Simona Malpezzi, eletta nel Collegio plurinominale Lombardia - 02               |
| Lombardia             | Lombardia - 04             | Movimento 5 Stelle  | Simona Nocerino           | |
| Lombardia             | Lombardia - 04             | Movimento 5 Stelle  | Daniele Pesco             | |
| Lombardia             | Lombardia - 04             | Liberi e Uguali     | Francesco Laforgia        | |
| Lombardia             | Lombardia - 05             | Lega                | Massimiliano Romeo        | Subentrato al posto di Giulia Bongiorno eletta nel Collegio plurinominale Sicilia - 01                 |
| Lombardia             | Lombardia - 05             | Forza Italia        | Alfredo Messina           | Subentrato al posto di Stefania Craxi eletta nel collegio uninominale Lombardia - 06                   |
| Lombardia             | Lombardia - 05             | PD                  | Franco Mirabelli          | |
| Lombardia             | Lombardia - 05             | PD                  | Roberto Rampi             | Subentrato al posto di Simona Malpezzi, eletta nel Collegio plurinominale Lombardia - 02               |
| Lombardia             | Lombardia - 05             | Movimento 5 Stelle  | Alessandra Riccardi       | |
| Lombardia             | Lombardia - 05             | Movimento 5 Stelle  | Gianmarco Corbetta        | |
| Trentino-Alto Adige   | Trentino-Alto Adige - 01   | SVP-PATT            | Dieter Steger             | |
| Veneto                | Veneto - 01                | Lega                | Paolo Saviane             | |
| Veneto                | Veneto - 01                | Lega                | Gianpaolo Vallardi        | Subentrato al posto di Sonia Fregolent, eletta nel collegio uninominale Veneto - 02                    |
| Veneto                | Veneto - 01                | Forza Italia        | Andrea Causin             | Subentrato al posto di Maria Elisabetta Alberti Casellati, eletta nel collegio uninominale Veneto - 01 |
| Veneto                | Veneto - 01                | Movimento 5 Stelle  | Orietta Vanin             | |
| Veneto                | Veneto - 01                | Movimento 5 Stelle  | Gianni Pietro Girotto     | |
| Veneto                | Veneto - 01                | PD                  | Andrea Ferrazzi           | |
| Veneto                | Veneto - 02                | Lega                | Andrea Ostellari          | |
| Veneto                | Veneto - 02                | Lega                | Cristiano Zuliani         | Subentrato al posto di Erika Stefani eletta nel collegio uninominale Veneto - 07                       |
| Veneto                | Veneto - 02                | Lega                | Nadia Pizzol              | Subentrato al posto di Sonia Fregolent, eletta nel collegio uninominale Veneto - 02                    |
| Veneto                | Veneto - 02                | Forza Italia        | Massimo Ferro             | Subentrato al posto di Niccolò Ghedini eletto nel collegio uninominale Veneto - 06                     |
| Veneto                | Veneto - 02                | Fratelli d'Italia   | Adolfo Urso               | Subentrato al posto di Daniela Garnero Santanchè eletta nel collegio uninominale Lombardia - 17        |
| Veneto                | Veneto - 02                | Movimento 5 Stelle  | Giovanni Endrizzi         | |
| Veneto                | Veneto - 02                | Movimento 5 Stelle  | Barbara Guidolin          | |
| Veneto                | Veneto - 02                | PD                  | Daniela Sbrollini         | |
| Veneto                | Veneto - 02                | PD                  | Vincenzo D'Arienzo        | |
| Friuli-Venezia Giulia | Friuli-Venezia Giulia - 01 | Lega                | Mario Pittoni             | |
| Friuli-Venezia Giulia | Friuli-Venezia Giulia - 01 | Lega                | Raffaella Fiormaria Marin | |
| Friuli-Venezia Giulia | Friuli-Venezia Giulia - 01 | Forza Italia        | Franco Dal Mas            | |
| Friuli-Venezia Giulia | Friuli-Venezia Giulia - 01 | Movimento 5 Stelle  | Stefano Patuanelli        | |
| Friuli-Venezia Giulia | Friuli-Venezia Giulia - 01 | Partito Democratico | Tatjana Rojc              | Subentrato al posto di Tommaso Cerno eletto nel collegio uninominale Lombardia - 01                    |
| Liguria               | Liguria - 01               | Lega                | Francesco Bruzzone        | Subentrato al posto di Matteo Salvini eletto nel collegio plurinominale Calabria - 01                  |
| Liguria               | Liguria - 01               | Forza Italia        | Sandro Mario Biasotti     | |
| Liguria               | Liguria - 01               | Movimento 5 Stelle  | Matteo Mantero            | |
| Liguria               | Liguria - 01               | Movimento 5 Stelle  | Elena Botto               | |
| Liguria               | Liguria - 01               | Partito Democratico | Vito Vattuone             | |
| Emilia-Romagna        | Emilia-Romagna - 01        | Lega                | Lucia Borgonzoni          | |
| Emilia-Romagna        | Emilia-Romagna - 01        | Lega                | Maurizio Campari          | |
| Emilia-Romagna        | Emilia-Romagna - 01        | Forza Italia        | Anna Maria Bernini        | |
| Emilia-Romagna        | Emilia-Romagna - 01        | PD                  | Daniele Manca             | |
| Emilia-Romagna        | Emilia-Romagna - 01        | PD                  | Teresa Bellanova          | |
| Emilia-Romagna        | Emilia-Romagna - 01        | Movimento 5 Stelle  | Michela Montevecchi       | |
| Emilia-Romagna        | Emilia-Romagna - 01        | Movimento 5 Stelle  | Marco Croatti             | |
| Emilia-Romagna        | Emilia-Romagna - 01        | Liberi e Uguali     | Vasco Errani              | |
| Emilia-Romagna        | Emilia-Romagna - 02        | Lega                | Armando Siri              | |
| Emilia-Romagna        | Emilia-Romagna - 02        | Forza Italia        | Enrico Aimi               | Subentrato al posto di Paolo Romani, eletto nel collegio uninominale Lombardia - 07                    |
| Emilia-Romagna        | Emilia-Romagna - 02        | Partito Democratico | Matteo Richetti           | |
| Emilia-Romagna        | Emilia-Romagna - 02        | Partito Democratico | Paola Boldrini            | Subentrata al posto di Valeria Fedeli, eletta nel Collegio plurinominale Campania - 01                 |
| Emilia-Romagna        | Emilia-Romagna - 02        | Movimento 5 Stelle  | Gabriele Lanzi            | |
| Emilia-Romagna        | Emilia-Romagna - 02        | Movimento 5 Stelle  | Maria Laura Mantovani     | |
| Toscana               | Toscana - 01               | Partito Democratico | Andrea Marcucci           | |
| Toscana               | Toscana - 01               | Partito Democratico | Caterina Biti             | Subentrata al posto di Roberta Pinotti eletta nel Collegio plurinominale Piemonte - 02                 |
| Toscana               | Toscana - 01               | Lega                | Manuel Vescovi            | Subentrato al posto di Alberto Bagnai eletta nel collegio plurinominale Abruzzo - 01                   |
| Toscana               | Toscana - 01               | Forza Italia        | Barbara Masini            | Subentrata al posto di Massimo Mallegni eletto nel collegio uninominale Toscana - 05                   |
| Toscana               | Toscana - 01               | Fratelli d'Italia   | Achille Totaro            | |
| Toscana               | Toscana - 01               | Movimento 5 Stelle  | Laura Bottici             | |
| Toscana               | Toscana - 01               | Movimento 5 Stelle  | Gianluca Ferrara          | |
| Toscana               | Toscana - 02               | Lega                | Tiziana Nisini            | Subentrata al posto di Erika Stefani eletta nel collegio uninominale Veneto - 07                       |
| Toscana               | Toscana - 02               | Partito Democratico | Francesco Bonifazi        | |
| Toscana               | Toscana - 02               | Partito Democratico | Caterina Bini             | |
| Toscana               | Toscana - 02               | Movimento 5 Stelle  | Gregorio De Falco         | |
| Umbria                | Umbria - 01                | Lega                | Luca Briziarelli          | |
| Umbria                | Umbria - 01                | Forza Italia        | Fiammetta Modena          | |
| Umbria                | Umbria - 01                | Partito Democratico | Nadia Ginetti             | |
| Umbria                | Umbria - 01                | Partito Democratico | Leonardo Grimani          | Subentrato al posto di Matteo Renzi eletto nel collegio uninominale Toscana - 01                       |
| Umbria                | Umbria - 01                | Movimento 5 Stelle  | Stefano Lucidi            | |
| Marche                | Marche - 01                | Movimento 5 Stelle  | Sergio Romagnoli          | |
| Marche                | Marche - 01                | Movimento 5 Stelle  | Rossella Accoto           | Subentrata al posto di Donatella Agostinelli eletta nel collegio uninominale Marche - 01               |
| Marche                | Marche - 01                | Lega                | Giuliano Pazzaglini       | |
| Marche                | Marche - 01                | Forza Italia        | Andrea Cangini            | |
| Marche                | Marche - 01                | Partito Democratico | Francesco Verducci        | |
| Lazio                 | Lazio - 01                 | Forza Italia        | Francesco Giro            | Subentrato al posto di Anna Maria Bernini eletta nel collegio plurinominale Emilia-Romagna - 01        |
| Lazio                 | Lazio - 01                 | Lega                | Anna Bonfrisco            | Subentrata al posto di Matteo Salvini eletto nel collegio plurinominale Calabria - 01                  |
| Lazio                 | Lazio - 01                 | Partito Democratico | Luigi Zanda               | |
| Lazio                 | Lazio - 01                 | Partito Democratico | Annamaria Parente         | |
| Lazio                 | Lazio - 01                 | Movimento 5 Stelle  | Gianluca Perilli          | Subentrato al posto di Paola Taverna eletta nel collegio uninominale Lazio - 02                        |
| Lazio                 | Lazio - 01                 | Liberi e Uguali     | Loredana De Petris        | Subentrata al posto di Pietro Grasso eletto nel Collegio plurinominale Sicilia - 01                    |
| Lazio                 | Lazio - 02                 | Lega                | Gianfranco Rufa           | Subentrato al posto di Giulia Bongiorno eletta nel Collegio plurinominale Sicilia - 01                 |
| Lazio                 | Lazio - 02                 | Forza Italia        | Maurizio Gasparri         | |
| Lazio                 | Lazio - 02                 | Fratelli d'Italia   | Marco Marsilio            | |
| Lazio                 | Lazio - 02                 | Movimento 5 Stelle  | Elio Lannutti             | |
| Lazio                 | Lazio - 02                 | Movimento 5 Stelle  | Alessandra Maiorino       | |
| Lazio                 | Lazio - 02                 | Partito Democratico | Bruno Astorre             | |
| Lazio                 | Lazio - 03                 | Forza Italia        | Mariarosaria Rossi        | Subentrata al posto di Claudio Fazzone eletto nel collegio uninominale Lazio - 09                      |
| Lazio                 | Lazio - 03                 | Lega                | William De Vecchis        | Subentrato al posto di Alberto Bagnai eletto nel collegio plurinominale Abruzzo - 01                   |
| Lazio                 | Lazio - 03                 | Movimento 5 Stelle  | Elena Fattori             | |
| Lazio                 | Lazio - 03                 | Movimento 5 Stelle  | Emanuele Dessì            | |
| Lazio                 | Lazio - 03                 | Movimento 5 Stelle  | Marinella Pacifico        | |
| Lazio                 | Lazio - 03                 | Partito Democratico | Monica Cirinnà            | |
| Abruzzo               | Abruzzo - 01               | Movimento 5 Stelle  | Gianluca Castaldi         | |
| Abruzzo               | Abruzzo - 01               | Movimento 5 Stelle  | Gabriella Di Girolamo     | |
| Abruzzo               | Abruzzo - 01               | Forza Italia        | Nazario Pagano            | |
| Abruzzo               | Abruzzo - 01               | Lega                | Alberto Bagnai            | |
| Abruzzo               | Abruzzo - 01               | Partito Democratico | Luciano D'Alfonso         | |
| Molise                | Molise - 01                | Movimento 5 Stelle  | Fabrizio Ortis            | |
| Campania              | Campania - 01              | Movimento 5 Stelle  | Agostino Santillo         | |
| Campania              | Campania - 01              | Movimento 5 Stelle  | Sabrina Ricciardi         | Subentrata al posto di Vilma Moronese eletta nel collegio uninominale Campania - 02                    |
| Campania              | Campania - 01              | Forza Italia        | Alessandrina Lonardo      | |
| Campania              | Campania - 01              | Lega                | Claudio Barbaro           | |
| Campania              | Campania - 01              | Partito Democratico | Valeria Fedeli            | |
| Campania              | Campania - 02              | Movimento 5 Stelle  | Sergio Vaccaro            | |
| Campania              | Campania - 02              | Movimento 5 Stelle  | Silvana Giannuzzi         | |
| Campania              | Campania - 02              | Movimento 5 Stelle  | Vincenzo Presutto         | |
| Campania              | Campania - 02              | Movimento 5 Stelle  | Fabio Di Micco            | Subentrato al posto di Paola Nugnes eletta nel collegio uninominale Campania - 08                      |
| Campania              | Campania - 02              | Forza Italia        | Domenico De Siano         | |
| Campania              | Campania - 02              | Partito Democratico | Valeria Valente           | Subentrata al posto di Matteo Renzi eletto nel collegio uninominale Toscana - 01                       |
| Campania              | Campania - 03              | Movimento 5 Stelle  | Sergio Puglia             | |
| Campania              | Campania - 03              | Movimento 5 Stelle  | Luisa Angrisani           | |
| Campania              | Campania - 03              | Movimento 5 Stelle  | Felicia Gaudiano          | Subentrata al posto di Andrea Cioffi eletto nel collegio uninominale Campania - 10                     |
| Campania              | Campania - 03              | Forza Italia        | Luigi Cesaro              | |
| Campania              | Campania - 03              | Forza Italia        | Vincenzo Carbone          | Subentrato al posto di Alessandrina Lonardo eletta nel Collegio plurinominale Campania - 01            |
| Campania              | Campania - 03              | Fratelli d'Italia   | Antonio Iannone           | |
| Campania              | Campania - 03              | Partito Democratico | Gianni Pittella           | |
| Puglia                | Puglia - 01                | Movimento 5 Stelle  | Alfonso Ciampolillo       | |
| Puglia                | Puglia - 01                | Movimento 5 Stelle  | Gisella Naturale          | |
| Puglia                | Puglia - 01                | Movimento 5 Stelle  | Vincenzo Garruti          | |
| Puglia                | Puglia - 01                | Forza Italia        | Dario Damiani             | |
| Puglia                | Puglia - 01                | Forza Italia        | Anna Carmela Minuto       | Subentrata al posto di Licia Ronzulli eletta nel collegio uninominale Lombardia - 09                   |
| Puglia                | Puglia - 01                | Partito Democratico | Assunta Carmela Messina   | |
| Puglia                | Puglia - 02                | Movimento 5 Stelle  | Maurizio Buccarella       | |
| Puglia                | Puglia - 02                | Movimento 5 Stelle  | Daniela Donno             | |
| Puglia                | Puglia - 02                | Movimento 5 Stelle  | Cataldo Mininno           | Subentrato al posto di Barbara Lezzi eletta nel collegio uninominale Puglia - 06                       |
| Puglia                | Puglia - 02                | Forza Italia        | Luigi Vitali              | |
| Puglia                | Puglia - 02                | Lega                | Roberto Marti             | |
| Puglia                | Puglia - 02                | Partito Democratico | Dario Stefano             | |
| Basilicata            | Basilicata - 01            | Movimento 5 Stelle  | Vito Rosario Petrocelli   | |
| Basilicata            | Basilicata - 01            | Movimento 5 Stelle  | Agnese Gallicchio         | |
| Basilicata            | Basilicata - 01            | Movimento 5 Stelle  | Arnaldo Lomuti            | |
| Basilicata            | Basilicata - 01            | Forza Italia        | Rocco Giuseppe Moles      | |
| Basilicata            | Basilicata - 01            | Lega                | Pasquale Pepe             | |
| Basilicata            | Basilicata - 01            | Partito Democratico | Salvatore Margiotta       | |
| Calabria              | Calabria - 01              | Movimento 5 Stelle  | Bianca Laura Granato      | |
| Calabria              | Calabria - 01              | Movimento 5 Stelle  | Giuseppe Auddino          | |
| Calabria              | Calabria - 01              | Movimento 5 Stelle  | Rosa Silvana Abate        | Subentrata al posto di Nicola Morra eletto nel collegio uninominale Calabria - 02                      |
| Calabria              | Calabria - 01              | Forza Italia        | Giuseppe Mangialavori     | |
| Calabria              | Calabria - 01              | Lega                | Matteo Salvini            | |
| Calabria              | Calabria - 01              | Partito Democratico | Ernesto Magorno           | |
| Sicilia               | Sicilia - 01               | Movimento 5 Stelle  | Antonella Campagna        | |
| Sicilia               | Sicilia - 01               | Movimento 5 Stelle  | Vincenzo Santangelo       | |
| Sicilia               | Sicilia - 01               | Movimento 5 Stelle  | Cinzia Leone              | |
| Sicilia               | Sicilia - 01               | Movimento 5 Stelle  | Fabrizio Trentacoste      | |
| Sicilia               | Sicilia - 01               | Forza Italia        | Renato Schifani           | |
| Sicilia               | Sicilia - 01               | Forza Italia        | Urania Papatheu           | |
| Sicilia               | Sicilia - 01               | Lega                | Giulia Bongiorno          | |
| Sicilia               | Sicilia - 01               | Partito Democratico | Davide Faraone            | |
| Sicilia               | Sicilia - 01               | Liberi e Uguali     | Pietro Grasso             | |
| Sicilia               | Sicilia - 02               | Movimento 5 Stelle  | Mario Michele Giarrusso   | |
| Sicilia               | Sicilia - 02               | Movimento 5 Stelle  | Cristiano Anastasi        | |
| Sicilia               | Sicilia - 02               | Movimento 5 Stelle  | Barbara Floridia          | |
| Sicilia               | Sicilia - 02               | Movimento 5 Stelle  | Emma Pavanelli            | In subentro a Nunzia Catalfo eletta nel collegio uninominale Sicilia - 08.                             |
| Sicilia               | Sicilia - 02               | Forza Italia        | Gabriella Giammanco       | |
| Sicilia               | Sicilia - 02               | Fratelli d'Italia   | Raffaele Stancanelli      | |
| Sicilia               | Sicilia - 02               | Partito Democratico | Valeria Sudano            | |
| Sardegna              | Sardegna - 01              | Movimento 5 Stelle  | Ettore Antonio Licheri    | |
| Sardegna              | Sardegna - 01              | Movimento 5 Stelle  | Elvira Lucia Evangelista  | |
| Sardegna              | Sardegna - 01              | Forza Italia        | Emilio Floris             | |
| Sardegna              | Sardegna - 01              | Lega                | Christian Solinas         | |
| Sardegna              | Sardegna - 01              | Partito Democratico | Giuseppe Cucca            | |

### Estero
| Ripartizione                      | Lista                                                   | Eletto                                                                    |
| --------------------------------- | ------------------------------------------------------- | ------------------------------------------------------------------------- |
| Europa                            | Partito Democratico                                     | Laura Garavini                                                            |
| Europa                            | FI-Lega-FdI                                             | Raffaele Fantetti                                                         |
| America meridionale               | MAIE                                                    | Ricardo Merlo                                                             |
| America meridionale               | USEI (fino al 2 dicembre 2021) PD (dal 12 gennaio 2022) | Adriano Cario (fino al 2 dicembre 2021) Fabio Porta (dal 12 gennaio 2022) |
| America settentrionale e centrale | FI-Lega-FdI                                             | Francesca Alderisi                                                        |
| Africa, Asia, Oceania e Antartide | Partito Democratico                                     | Francesco Giacobbe                                                        |